# 庄司みゆき
庄司 みゆき (しょうじ みゆき、1970年1月8日-) は日本の元AV女優。

## 人物
80年代後半から90年前半に活躍。
細身なのに巨乳、長身で野性的な顔立ちなのにおっとりした癒し系として、舌っ足らずな喋り方に大変人気があった。「逆ソープ天国」シリーズの初代ゲストとしても出演。1990年に引退した。

## 出演作品

### VHS作品
1989年
- 逆ソープ天国（1989年7月25日、アリスJAPAN）＊AVデビュー作
- マイフェラボディ 93cmEカップ痙攣（8月26日、VIP 6D-049）
- 胸いっぱいの愛を Eカップの熱い囁き（9月17日、HRC）
- ゴックンフィニッシュ（9月24日、パピヨン）
- 乳・物語 E2 庄司みゆき・エルザ（10月26日、コロナ社 CY-5001）
- 極上の妻たち（11月4日、VIP 6D-068）
- お義姉さんの寝室 樹まり子・庄司みゆき・山本留美（11月15日、笠倉出版社）
- 上にまいります（11月20日、エッチアールシー HRC-018）
- Cat Fight! 凄絶！女3人のケンカバトル 	庄司みゆき・金井由美子・早瀬美奈（11月30日、大洋図書）
- 淫行 奥の細道（12月3日、ロコビジョン）
- ビデオSEXY倶楽部 vol.38 庄司みゆき 杉森久美子 石原真保 ほか（12月3日、宇宙企画 UF-55）＊オムニバス作品
- 淫ら直撃（12月20日、大陸書房）
- 多感症（12月25日、フリービジョン CA-1087）
- あぶない野外授業 小沢奈美・庄司みゆき・中原絵美（12月26日、マドンナメイト）全3名
- おとこの遊艶地 12（12月、リイド社）
- ブラもはじけるデカい胸（V&Rプランニング VR-152）
- あぶない放課後 女教師スペシャル 5（V&Rプランニング VR-159）
- 性功率100%（マイフレンド MF-01）
- ホットシャワー（ホップビデオ CX-41）
- メモリアル・ステップ（せいふく舎 SE-69）
- そ・こ・ま・でやる！（パピヨン PS-36）＊オムニバス作品 全6名
- 危険な香りの女たち 9 加山なつ子・中原絵美・庄司みゆき ほか（ホップビデオ HS-10）全5名

1990年
- 宇宙企画のスーパーランジェリー 5（1月10日、宇宙企画 UKV66-05）＊オムニバス作品
- 匂い松茸 味秘事（1月25日、プリンス PC-3002）
- SEX SPECIAL 〜Sexual Ecstasy X スペシャル〜 鮎川真理・庄司みゆき・清姫舞（1月27日、VIP 7D-005）全3名
- 女医三姉妹淫乱病棟 松本まりな・庄司みゆき・島崎里美（1月、笠倉出版社 CAV30-78）全3名
- みゆきの引き裂かれたランジェリー（2月9日、ビジュアルインフォメーションプロダクツ 7D-011）
- フラッシュバック 22（3月1日、アリスJAPAN KA-1307）
- 冗舌ただれ貝（3月5日、ジェット MO-10）
- 宇宙企画のスーパーランジェリー 6（3月10日、宇宙企画 UKV66-06）＊オムニバス作品
- リップ・オン・マジック そしてもっと深く（3月18日、ELZA LZA-048）
- 幼な妻 いけないFカップ ぷりぷり生中継 五島めぐ・庄司みゆき・可愛恵（4月20日、笠倉出版社）全3名
- 巨乳アイドル絶頂度検査（4月21日、ステラ STV-1003）
- 姫子 14（4月29日、宇宙企画 M-29）＊オムニバス作品
- 原色VIDEO図鑑 OL倶楽部 庄司みゆき 憂花かすみ ほか（5月13日、宇宙企画 UF-62）＊オムニバス作品
- 疼く淫乳もっとほしいの 菊池エリ・五島めぐ・庄司みゆき（5月20日、笠倉出版社 CAV31-03）全3名
- ぶっとび看護婦 いけない診察室 美穂由紀・庄司みゆき・杉森久美子（5月20日、大陸書房 PV-1532）全3名
- 快感ゲーム 絶頂三姉妹 松本まりな・小沢奈美・庄司みゆき（6月1日、サクセス・ビデオ・コミュニティー）全3名
- みゆきの口所感激症（6月5日、グラフィティジャパン PM-133）
- 秘書秘所攻め（6月9日、KUKI KK49）
- 乳獣スペシャル（6月15日、ホップビデオ CX-64）全5名
- ぶっとび看護婦 快感診察室 美穂由紀・庄司みゆき・杉森久美子（6月22日、大陸書房 PV-1536）全3名
- 淑女館 3 FETISTIC VIDEO MAGAZINE 庄司みゆき・藤木流花・小沢奈美（6月24日、宇宙企画 M-31）全3名
- GUILTY 調教監禁奴隷（7月5日、HRC）
- 妖しい下着 2（7月19日、大陸書房 PV-1543）＊オムニバス作品 全4名
- 牝猫たちの発情期 前原祐子・庄司みゆき・藤沢まりの・ほか（7月20日、大陸書房 PV-1546）
- アクションタッチスペシャリー 3 庄司みゆきを狙うの巻（7月26日、東京音光 TL-89）
- 阿修羅 3 遊の章（7月27日、VIP 7D-054）
- 新妻あれ大好き 庄司みゆき・名取由美子・亜美（8月20日、笠倉出版社）全3名
- おっぱいがいっぱい ベスト・セレクション増刊号（8月25日、宇宙企画 ULB-22）＊オムニバス作品 全6名
- 巨乳シンドローム（10月11日、フェニックスビデオ）全5名
- アダルトニュースステーション 庄司みゆき・憂花かすみ・君島愛（10月12日、VIP 7B-075）
- 乳首とがってるね（10月25日、クリスタル映像 SC-64）
- ボディコン・ドッキリ理容室 庄司みゆき・君島愛・鏡亜子（11月25日、二見書房 MV-041）全3名
- 姉妹天国 危機七発（12月1日、VIP 7E-089）＊オムニバス作品 全7名
- レイプ狂い 暴虐（12月14日、アリスJAPAN KA-1363）
- エクスタシー7 PART.2 1週間毎日変えてください。平等に!!（せいふく舎 SE-91）＊オムニバス作品 全7名
- 監禁奴隷（KUKI QX-111）
- ギブス 庄司みゆき・相原恵（アイダス TB-1002）
- 快楽至上主義（現映社 PA-033）
- TOKYO姦・姦・娘（新東宝 STW-08）
- 牙 8（フリーク TA-90）
- 寝てみたい女（ラブリーキャッツ LV-06）
- 後ろ突き 牝犬（アライコーポレーション）
- 巨乳バズーカ 4 裸胸のBin生!（新東宝ビデオ STQ-126）
- 性魔 愛とヌルヌルの日々（大陸書房）
- サウスアイランド ラブターゲット（ビジュアル･ライブラリー WA-001）

1991年
- 巨乳ベストセレクション '91（1月5日、大陸書房）全13名
- ベストAVギャル’91 10人の女神うずく！（2月8日、大陸書房 PV-1717）全10名
- 絶倫ボディ（3月15日、ジェット）
- 巨乳ギャルズベスト 10（4月20日、笠倉出版社）全10名
- 看護婦恥じらい日記 2 庄司みゆき・光本冴子・柴田めぐみ（5月3日、笠倉出版社）全3名
- AVトップギャル6人THE ONANIE（5月20日、笠倉出版社）全6名
- バスト・コンシャス!!（5月30日、大洋図書）
- スパーク・エクスタシー 巨乳快感ベスト10（6月8日、大陸書房 PV-1731）＊オムニバス作品 全10名
- リップスティック 桜樹ルイ・庄司みゆき・木田彩水・早紀麻未（6月20日、大洋図書）全4名
- 超乳スーパーセレクション 樹まり子・庄司みゆき・五島めぐ・工藤ひとみ ほか（8月、KKコスミック）全5名
- リップスティック 秘戯の香り 庄司みゆき・滝沢薔・小泉朝子・桐嶋ゆう ほか（イメージボックス）全7名
- 気分は、もう奴隷（アライコーポレーション AW-004）
- いけない看護婦物語 診察室の影から（キャロルキング CL-027）＊オムニバス作品 全4名
- ばこばこ動物ランド（アイディ出版）
- キスの温度（アールエーシー GO-009）
- 今時のせがれは急成長（シャトル）
- 極女院 庄司みゆき・憂花かすみ・朝吹麻耶（アールエーシー）
- 月下美人（アールエーシー BM-008）
- 太股 繁盛記（アライコーポレーション）
- Hな看護婦さん 庄司みゆき・相原恵（VISUAL ONE）
- 巨乳が欲しがるの（ルナ・エンタープライズ）
- 私達に電話ください（パピヨン）
- おしゃぶり曼陀羅 2（アイダス）全5名
- コレクションX 2 窒息寸前巨乳スペシャル（KUKI QX220）全9名

1992年
- レイプ狂い8連発!（1992年10月2日、アリスJAPAN 	KA-1500）＊オムニバス作品 全8名

1993年
- 巨乳女の性感帯（1月8日、アルテック JK-053）＊オムニバス作品 全5名
- AVギャル烈伝 2（6月21日、笠倉出版社）全33名
- AVギャル烈伝 3（7月22日、笠倉出版社）＊オムニバス作品 全28名
- 巨乳病院淫乳看護婦（11月20日、ペガサスランド）＊オムニバス作品
- 巨乳クィーンのぶっとい乳房 2（イメージボックス/ホルスタインカンパニー HL-12）全11名
- 濡れまくる女達 4（イメージ・ボックス WT-04）全4名

1994年
- AV10年史 2（4月29日、VIP）全13名
- スーパーD乳コレクション（イメージボックス MD-11）全10名

1995年
- 過激レイプコレクション トップアイドル特選名場面集（6月11日、二見書房）＊オムニバス作品
- トップアイドル特選名場面集 過激レイプコレクション 橘ますみ・新堂有望・飯島恋・小林ひとみ・庄司みゆき・小田なるみ ほか（8月25日、二見書房 MV-116）＊オムニバス作品
- コレクター北条満編集 7 オナニー狂い 麻宮千聖、庄司みゆき、東清美、鮎川真理 他（11月25日、イメージボックス MD-23）全20名

1998年
- お宝AVコレクション 樹まり子・庄司みゆき（11月15日、アトラス21 8A-111）
- 下着伝説（メディアバンク MBV-003）全18名

1999年
- AV巨乳コレクション 2（10月1日、笠倉出版社 AJV79-79）全25名

2001年
- フェアエスト Remix 2（10月19日、フェアエスト FE-21）全17名

発売日不明
- ビデオマガジン ギャルズスペシャル 16（リイド社）＊オムニバス作品
- オリーブ少女（パステル）
- Forever フォーエバー 庄司みゆき（コレクターズ・システム販売）
- 棒狂い 後藤えり子・庄司みゆき（チェックメイトジャパン）
- 羅舞倶楽部 LOVE CLUB（ズーム・ランド）
- 陵辱トップモデル 強制!裏ビデオ撮影（厳選裏ＡＶプロジェクト）
- 巨乳天使（タイムズショック）
- ちょっと過激がスキ（ダビデ・6スターズ）
- ダブルスキャンダル 庄司みゆき・風間ジュン（ZETT PLANNING）
- コレクター北条満編集 1 騎乗位狂い淫乱30人（コレクターズ・システム販売 HJM-01）全30名
- コレクター北条満編集 44 完全絶頂コレクション痙攣60人D（コレクターズ・システム販売 HJM-44）全60名
- コレクター北条満編集 騎乗位狂い狂い淫乱女20人（イメージボックス MD-22）全20名
- 超絶頂伝説 1 麗しの巨乳＆美乳編（まんかい30 MKS-001）VHS 全30名

### DVD・再版作品
- AVスーパーアイドルコンプリートコレクション 2 冴島奈緒 豊丸 鮎川真理 庄司みゆき ほか（1999年6月18日、トータル・メディア・エージェンシー 7ID-013）
- 美乳×巨乳 CLIAIMAX 20（200年10月27日、クリスタル映像 MMDV-024）全20名
- アトラス MEGA-MIX 2（200年11月17日、アトラス21 AVD-041）全18名
- 淫乱肉情メモリーVol.1 BODY CONSIOUS 庄司みゆき（2001年10月10日、北都/レインボー RAS-001）
- 乳文字（バストカップ）E 庄司みゆき（2001年6月15日、HRC TBD-008）※「上にまいります」「GUILTY」を収録
- デカP！（2002年2月21日、V＆R PLANNING DVDVR-1018）全44名
- V&R大全集 女教師20人.4時間（2002年5月21日、V&Rプランニング）全20名
- 胸いっぱいの愛を 庄司みゆき（2002年10月11日、HRC TBD-024）※DVD版
- 宇宙企画Classic 淑女館BEST 2（2002年10月11日、宇宙企画 MDM-024）全6名 ※『淑女館 3』『淑女館 4』収録
- アリスJAPAN 2003（2002年12月13日、アリスJAPAN ）全24名
- BEST 4時間（2003年2月28日、アトラス21 AVD-130）
  - BEST 4時間（2013年7月25日、アトラス21 DAG-024）
- せんせい 3 プレミア盤 庄司みゆき・夢野まりあ・美穂由紀（2003年5月21日、V&Rプランニング RKDVR-003）全3名
- 宇宙企画Classic BEST REMIX 3（2003年7月4日、宇宙企画 MDM-048）全12名
- 聖女伝説 2（2003年11月1日、ディジタルメディアネットワーク DMNV-009）全5名
- ベスト・オブ・ザ・AVクィーン（2004年4月23日、アトラス21 AVD-186）全6名
  - ベスト・オブ・ザ・AVクィーン（2015年9月30日、アトラス21 AVD-052）全6名
- LEGEND 庄司みゆき（2004年5月28日、ロイヤルアート MKDV-137）
- 爆乳巨乳美乳20年史 Deluxe 2（2004年7月9日、FIVE STAR DAJ-040）全15名
- ATLAS TWENTY ONE（2004年8月20日、アトラス21 AVD-200）全60名
- LEGEND GIRLS 4 庄司みゆき 早乙女美紀 橘ますみ 赤川絵理 日吉亜衣（2004年12月3日、ロイヤルアート TBD-050）全5名
- お宝コレクション 御藤静・庄司みゆき（2004年1月1日、デジタル・コミュニケーションズ OTK-010）
- RE：僕達は忘れない…ウルトラBEST4時間 2（2005年4月27日、ロイヤルアート）全12名
- LEGEND OF QUEEN VOL.1（2006年8月25日、アールエフプランニング/A＆Q DFJ-003）全24名
- 伝説QUEEN THE REVIVAL（2007年4月11日、CRUSH）全14名
- I LOVE 庄司みゆき（2008年4月10日、ロイヤルアート RDI-1001）
- スターファイル　庄司みゆき（2010年5月16日、マキシング SGSFS-024）
- AV女優100人 1 時代とメーカーを越えてセレクション（2012年1月7日、オールアダルトジャパン）全100名
- 姉妹天国 危機七連発（2015年4月30日、アトラス21 AVD-043）※DVD版 全7名
- ブラもはじけるデカい胸 庄司みゆき（2020年5月15日、V&R VRTM-502）※DVD版
- あぶない放課後 女教師スペシャル 5（2020年11月13日、V&R VRTM-521）※DVD版

### 映画
- パンツの穴 キラキラ星みつけた!（1990年12月8日公開、バンダイ=学研=セイヨー製作 バンダイ配給）監督:鎮西尚一 主演:西野妙子 - フランス座の踊り子 役 [2]
- エロティック・ゴースト・ストーリー／天空四十八手決戦（劇場未公開、1992年香港映画）監督:イーフン・ラム ＊現地タイトル「聊斎花弄用」[3]

### オリジナルビデオ
- 巨乳ハンター2 アドベンチャー・サマー（1990年12月25日、東北新社）監督:小林俊夫 主演:中島ひろ子 [4]

### カセット
- マドンナメイトカセット　庄司みゆき Eカップ痴漢電車（1990年3月25日、二見書房）

## 書籍

### 写真集
- 庄司みゆき写真集 Radical Body（1990年3月18日、大陸書房） 撮影:SHO‐KEN・T ISBN 9784803326857
- 庄司みゆきマドンナメイト写真集（1990年4月25日、二見書房） 撮影:野川勇 ISBN 9784576900346
- 庄司みゆき写真集 背徳のヴァカンス（1990年5月20日、ピラミッド社） 撮影:SHO‐KEN・T ISBN 9784803327748
- Big Melon 田中露央沙・庄司みゆき・樹まり子・木田彩水 ほか 全12名（1991年7月20日、大陸書房）
- 野川イサム写真集 染色体 根本美香・二階堂ミホ・松岡美江・村上レナ・早瀬理沙・庄司みゆき 他（1993年4月20日、竹書房）撮影:野川イサム ISBN 9784884752163

### 雑誌
- 下着ファッション No.30（1989年12月11日、光彩書房）
- ギャルズ通信 1989年12月号（日本出版社）
- ベストビデオ 1990年1月号、5月号（三和出版）
- GIRL Friends 1990年1月号（若生出版）
- ACTRESS 1990年2月号、6月号、7月号（リイド社）
- URECCO 1990年3月号（ミリオン出版）
- オレンジ通信 1990年3月号、9月号（東京三世社）
- 純情エンジェル 1990年5月号、1991年1月号（蒼竜社）
- さくらんぼ通信 1990年6月号、10月号、1991年3月号（大洋図書）
- アップル通信 1990年7月号（三和出版）
- マル遊AVデータ'90（1990年7月3日、日本文芸社）
- 魅惑のランジェリー 1990年7月号（光彩書房）
- ベスト・ランジェリー No.5（1990年9月10日、光彩書房）
- スーパーボディコンカタログ VOL.2（1990年9月25日、司書房）
- TOP TEN MATE 1990年12月号（若生出版）
- GRACE 1991年1月号（若生出版）
- ベスト・ランジェリー No.12（1991年4月15日、光彩書房）
- ビデオ・エックス 100号記念特別増刊号（1991年11月20日、笠倉出版社）
- ビデオ・ザ・ワールド 1994年5月号（コアマガジン）
- ランジェリー・コレクション No.12（2004年1月20日、光彩書房）
- セクシーランジェリー No.3（?、辰巳出版）

### ビニ本
- 献身看護（青春画報社）
- 震えて挑発（?）

## 外部サイト
※以下は、18禁サイト
- アリスJAPAN 女優詳細 庄司みゆき
- VIP 庄司みゆき